# أورسولا لي غوين
أورسولا كروبر لي غوين (بالإنجليزية: Ursula Kroeber Le Guin)، وُلدت يوم 21 أكتوبر عام 1929 وتوفيت يوم 22 يناير عام 2018، وكانت كاتبةً أمريكيةً اشتُهرت بأعمالها في الخيال التأملي، بما يتضمن أعمال الخيال العلمي التي تقع أحداثها في عالم هاينيش الذي ابتكرته، بالإضافة إلى سلسلة الفانتازيا إيرثسي. بدأت لي غوين تنشر أعمالها في عام 1959، وامتد عملها الأدبي لمدة 60 عامًا تقريبًا، ليثمر أكثر من 20 روايةً وأكثر من مئة قصة قصيرة، بالإضافة إلى الشعر، والنقد الأدبي، والترجمات، وكتب الأطفال. وُصفت لي غوين بشكل متكرر بأنها مؤلفة خيال علمي، وأُطلق عليها أيضًا «الصوت الرئيسي للأدب الأمريكي»، وقالت لي غوين أنها تفضل أن تكون معروفةً بـ«الروائية الأمريكية».
وُلدت لي غوين في مدينة بيركلي بولاية كاليفورنيا، لوالدتها الكاتبة ثيودورا كروبر ووالدها عالم الأنثروبولوجيا ألفرد لويس كروبر. بدأت لي غوين في دراسة الدكتوراه، بعد حصولها على درجة الماجستير في الفرنسية، لكنها تركت دراستها بعد زواجها في عام 1953 من المؤرخ تشارلز لي غوين. بدأت لي غوين الكتابة بدوام كامل في أواخر خمسينيات القرن العشرين وحققت نجاحًا كبيرًا على المستوى النقدي والتجاري بروايتيها ساحر من إيرثسي عام 1968 واليد اليسرى للظلام عام 1969، واللتين وصفهما هارولد بلوم بالتحفتين الفنيتين. وفازت رواية اليد اليسرى للظلام بجائزتي هوغو ونيبولا لأفضل رواية، لتصبح لي غوين أول امرأة تفوز بهاتين الجائزتين. كتبت لي غوين العديد من الأعمال اللاحقة التي تدور أحداثها في إيرثسي وعالم هاينيش؛ وتضمنت أعمالها الأخرى كتبًا تقع أحداثها في دولة أورسينيا الخيالية، وكتبت العديد من الكتب للأطفال، بالإضافة إلى العديد من المختارات الأدبية.
كان لعلم الإنسان الثقافي، والطاوية، والنسوية، بالإضافة إلى كتابات كارل يونغ تأثيرًا قويًا على أعمال لي غوين. واستخدمت العديد من قصصها علماء أنثروبولوجيا ومراقبين ثقافيين باعتبارهم أبطالًا رئيسيين في القصص، وتوجد أيضًا أفكار طاوية عن التعادل والتوازن في العديد من كتاباتها. كانت لي غوين غالبًا ما تهدم مجازات الخيال التأملية، مثل استخدامها لأبطال رئيسيين من ذوي البشرة الداكنة في رواية إيرثسي، واستخدامها أيضًا للتراكيب الأسلوبية أو البنائية غير المعتادة في كتبها مثل عملها التجريبي العودة إلى المنزل دائمًا عام 1985. كانت الموضوعات الاجتماعية والسياسية، بما يتضمن العرق، والنوع الاجتماعي، والجنسانية، والانتقالات العمرية بارزةً في كتاباتها، واستكشفت لي غوين تراكيب سياسيةً بديلةً في العديد من قصصها، مثل روايتها الواعظة «السائرون بعيدًا عن أوميلاس» عام 1973 وروايتها الطوباوية النازحون عام 1974.
كانت كتابات لي غوين مؤثرةً بشكل كبير في مجال الخيال التأملي، وكانت مادةً للاهتمام النقدي المكثف. حصلت لي غوين على العديد من الجوائز، بما يتضمن ثماني جوائز هوغو، وست جوائز نيبولا، و22 جائزة لوكوس، وفي عام 2003 أصبحت ثاني امرأة تُكرم بجائزة الغراند ماستر لمنظمة كُتاب الخيال العلمي والفانتازيا الأمريكيين. منحت مكتبة الكونغرس الأمريكية لي غوين لقب الأسطورة الحية في عام 2000، وفي عام 2014، فازت لي غوين بميدالية المؤسسة الوطنية للكتاب لإسهاماتها المميزة في الأدب الأمريكي. تأثرت لي غوين بالعديد من المؤلفين، مثل سلمان رشدي الفائز بجائزة بوكر، وديفيد ميتشل، ونيل غيمان، وإيان بانكس. كتب الناقد جون كلوت، بعد وفاتها في عام 2018، أن لي غوين «ترأست أدب الخيال العلمي الأمريكي على مدار نصف قرن تقريبًا»، بينما أشار المؤلف مايكل تشابون إليها بأنها «أعظم كاتب أمريكي في جيلها».

## روابط خارجية
- أورسولا لي غوين على موقع IMDb (الإنجليزية)
- أورسولا لي غوين على موقع ميتاكريتيك (الإنجليزية)
- أورسولا لي غوين على موقع الموسوعة البريطانية (الإنجليزية)
- أورسولا لي غوين على موقع روتن توميتوز (الإنجليزية)
- أورسولا لي غوين على موقع قاعدة بيانات الأفلام العربية
- أورسولا لي غوين على موقع ألو سيني (الفرنسية)
- أورسولا لي غوين على موقع ميوزك برينز (الإنجليزية)
- أورسولا لي غوين على موقع تيرنر كلاسيك موفيز (الإنجليزية)
- أورسولا لي غوين على موقع قاعدة بيانات الأفلام السويدية (السويدية)
- أورسولا لي غوين على موقع إن إن دي بي (الإنجليزية)